# Irma Schuhmacher
Irma (Heijting-)Schuhmacher (Ginneken en Bavel, 24 februari 1925 – Berkeley Vale, Australië, 8 januari 2014) was een Nederlands zwemster.
Tijdens de Olympische Spelen van 1948 maakte Schuhmacher deel uit van de estafetteploeg op de 4x100m vrije slag, samen met Margot Marsman, Marie-Louise Vaessen en Hannie Termeulen. Het viertal behaalde de bronzen medaille met een tijd van 4:31,6, achter de teams van de Verenigde Staten en Denemarken. Individueel bereikte Schuhmacher de finale van de 100 meter vrij, waarin zij zesde werd met een tijd van 1:08,4.
Tijdens de Europese kampioenschappen zwemmen van 1950 maakte Schuhmacher opnieuw deel uit van de estafetteploeg op de 4x100m vrije slag, deze keer samen met Ans Massaar, Hannie Termeulen en Marie-Louise Vaessen. Het viertal werd Europees kampioen in een tijd van 4:33,9. Ook individueel werd Schuhmacher Europees kampioene. Ze won de 100m vrije slag in een tijd van 1:06,4.
Tijdens de Olympische Spelen van 1952 pakte Schuhmacher een tweede Olympische medaille. Samen met Marie-Louise Vaessen, Koosje van Voorn en Hannie Termeulen behaalde ze de zilveren medaille op, opnieuw, de 4x100m vrije slag, met een tijd van 4:29,0, achter het Hongaarse team dat in deze wedstrijd een nieuw wereldrecord vestigde. Schuhmacher kwam ook op twee individuele nummers uit. Ze werd, net als in 1948, zesde op de 100m vrije slag (1:07,3). Op de 400m vrije slag werd zij al in de series uitgeschakeld.
In haar actieve tijd was Schuhmacher aangesloten bij RDZ in Rotterdam.
Ze emigreerde kort na haar huwelijk (22 maart 1952) naar Australië. Schuhmacher overleed daar op 8 januari 2014 op 88-jarige leeftijd.